# Eine Geschichte von Liebe und Finsternis
Eine Geschichte von Liebe und Finsternis (hebräischer Originaltitel: סיפור על אהבה וחושך, ssipur al ahava wechoschech) ist ein Roman des israelischen Autors Amos Oz, der im autobiographischen Stil gehalten ist.

## Beschreibung
Eine Geschichte von Liebe und Finsternis erschien 2002 in hebräischer Sprache beim Verlag Keter Publishing House in Jerusalem und 2004 im Suhrkamp Verlag in Frankfurt am Main in deutscher Ausgabe und wurde bis im Jahr 2022 in 32 Sprachen übersetzt. Der Autor selbst hat das Werk als autobiografischen Roman bezeichnet. In der Anlage seiner Handlung ist es ein Bildungsroman.
Die Geschichte behandelt die Kindheit von Amos Klausner, wie Amos Oz in seiner Kindheit hieß, im Jerusalem der Mandatszeit und während der Gründungsphase des Staates Israel, seine Zeit im Kibbuz Chulda und die Familiengeschichte seiner Vorfahren im Vorkriegseuropa. Die Wege seiner Eltern und seine eigenen kreuzen die israelischer Größen, wie Samuel Agnon, Saul Tschernichowski, David Ben Gurion oder die der Poetin Zelda und seines Großonkels Joseph Klausner.

## Einschätzungen
Elias Khoury, ein palästinensischer Anwalt aus Jerusalem, dessen Sohn George im Jahr 2004 Opfer eines Anschlags von Palästinensern wurde, die ihn irrtümlicherweise für einen Juden hielten, hat die Kosten für die arabische Übersetzung des Buches übernommen.
2005 erhielt der Roman den Goethe-Preis der Stadt Frankfurt am Main.
2007 schrieb der kanadische Judaist Derek Jonathan Penslar, Eine Geschichte von Liebe und Finsternis, ebenso wie Tom Segevs Sachbuch One Palestine, Complete, zeichne ein nostalgisches Bild der britischen Mandatszeit.
2009 erklärten der Militärradiosender Galei Zahal und die politisch in der rechten Mitte positionierte Zeitung Maariw den Roman zum Buch des Jahrzehnts.
2011 schrieb der Geisteswissenschaftler Elhanan Yakira, Eine Geschichte von Liebe und Finsternis sei „zweifellos eines der zionistischsten Bücher die je geschrieben wurden“, was er als Lob versteht.

## Verfilmung
Die Verfilmung des Romans wurde 2015 bei den Internationalen Filmfestspielen von Cannes uraufgeführt. Der Film ist das Regiedebüt von Natalie Portman, die auch die Hauptrolle spielt.

## Ausgaben
- Amos Oz: Eine Geschichte von Liebe und Finsternis. Roman. Suhrkamp, Frankfurt am Main 2004, ISBN 3-518-41616-2 (hebräisch: ssipur al ahava wechoschech. Übersetzt von Ruth Achlama).
  - Amos Oz: Eine Geschichte von Liebe und Finsternis. Roman. 1. Auflage. Suhrkamp, Frankfurt am Main 2006, ISBN 3-518-45788-8 (hebräisch: ssipur al ahava wechoschech. Übersetzt von Ruth Achlama, Taschenbuch).
  - Amos Oz: Eine Geschichte von Liebe und Finsternis. Roman. 9. Auflage. Suhrkamp, Frankfurt am Main 2008, ISBN 978-3-518-45968-3 (hebräisch: ssipur al ahava wechoschech. Übersetzt von Ruth Achlama, Taschenbuch).

## Rezensionen
- Felicitas von Lovenberg: Der Mann, der ein Buch werden wollte. In: Frankfurter Allgemeine Zeitung vom 25. März 2008.